# Palacio Nacional (Sucre)
El Palacio Nacional es una edificación en la ciudad de Sucre, que fue construido para cumplir la función de Casa Presidencial de la República de Bolivia. Sin embargo después de la guerra civil boliviana, se trasladó la Sede de Gobierno a La Paz, quedando este palacio en uso de la Prefectura del departamento de Chuquisaca, denominado actualmente Gobierno Autónomo Departamental. El Palacio se encuentra en la plaza principal 25 de Mayo al lado de la Catedral Metropolitana de Sucre.

## Historia

### Palacio Arzobispal
Entre la creación del Obispado de Charcas en 1552 y su elevación al rango de Arzobispado en 1609, los prelados de la Iglesia de La Plata no contaban con una sede propia, por lo que residían en viviendas particulares o alquiladas. Esta situación motivó al arzobispo Cristóbal de Castilla y Zamora a adquirir, el 5 de julio de 1679, los terrenos de la Catedral, con el fin de construir el Palacio del Arzobispado y establecer un seminario.
La apariencia de esta construcción, tenía todas las características de los edificios públicos de la época colonial y tenía una ornamentación concreta en el pórtico, compuesta de líneas en espiral del estilo barroco, mezclado a columnas dóricas. Interiormente se tenían tres patios, en el primero existía una galería de arcos, el segundo estuvo rodeado de habitaciones que en alguna época sirvieron de cuartel y en el tercer patio se encontraba la huerta.

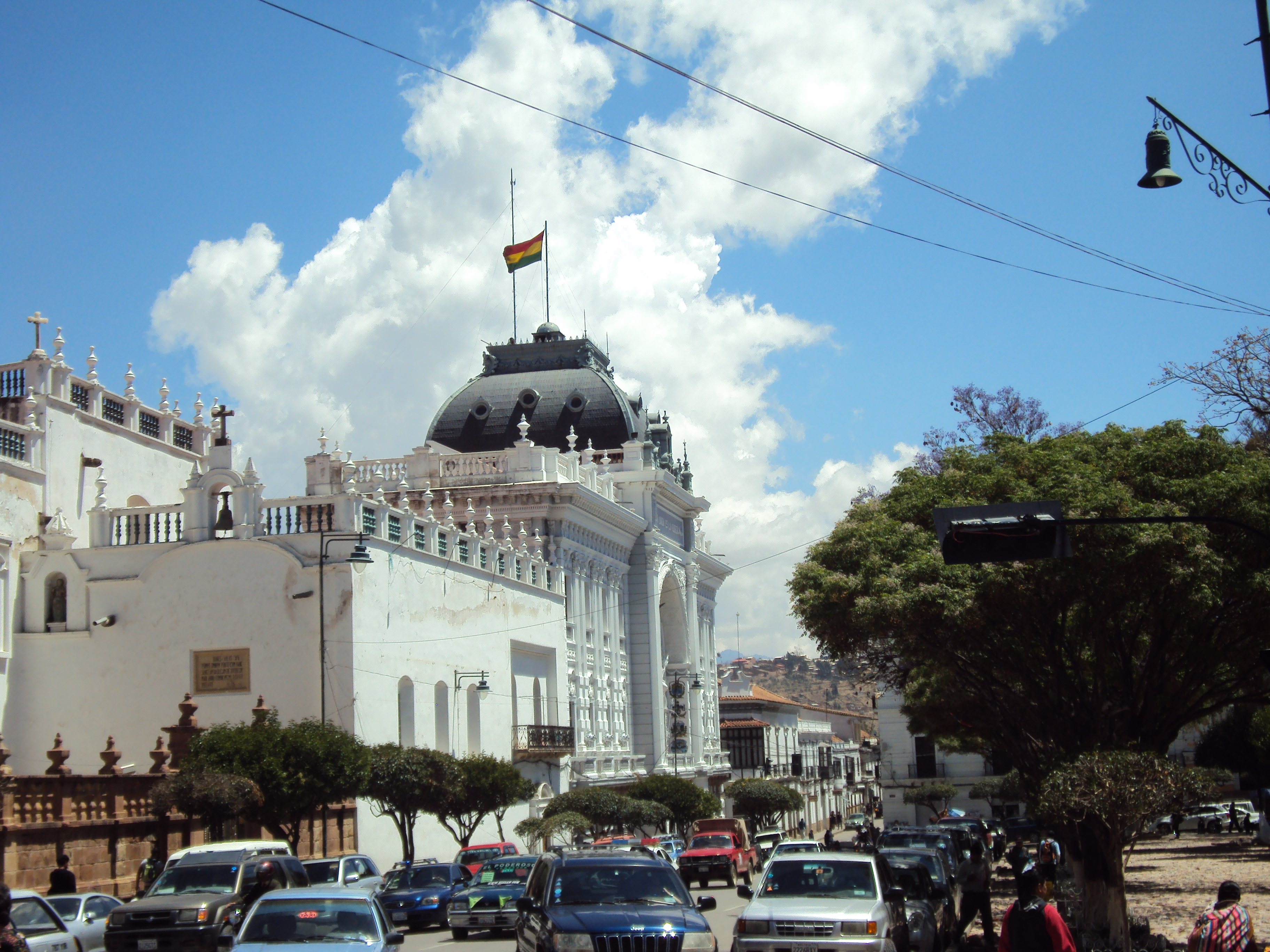
El palacio desde la acera del Concejo Municipal.

### Palacio Presidencial
Después de la creación de la República en 1825, luego de la declaración de independencia, este terreno pasa a las manos del nuevo gobierno debido a la desocupación de este por el arzobispado.

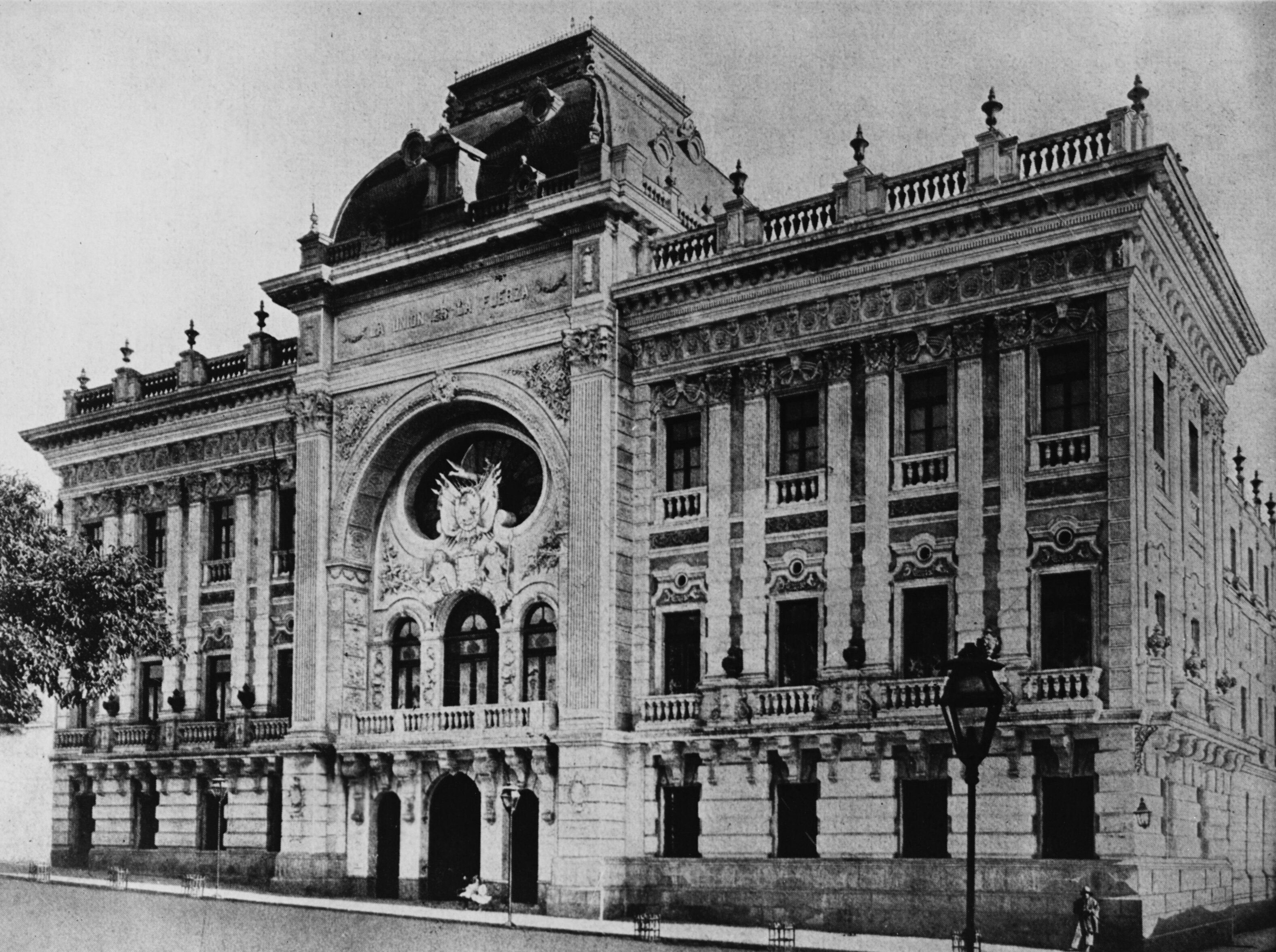
Palacio de la Prefectura de Chuquisaca entre 1918 y 1920

Durante el gobierno de Aniceto Arce, (1888-1892), se iniciaron las obras para la edificación del Gran "Palacio Nacional" y concluyeron parcialmente las mismas los primeros años del pasado siglo XX, (hasta el momento no se conoce el acta de entrega final de la construcción del edificio) para la ejecución de la obra se organizó la Sociedad de Obras Públicas de Sucre, y se formó una comisión permanente compuesta por los señores Carlos Arce, José María Linares y Marvin K. Levy, fue nombrado Director Técnico, el ingeniero de origen austriaco Julius Pinkas, quien fue el autor del plano que mereció la aprobación del Supremo Gobierno. 
El año 1893 la referida comisión, presentó un informe de la obra a las autoridades gubernamentales haciéndoles conocer tres secciones, la oficial, la privada y la de seguridad.

#### Sección oficial
Con entrada por la plaza 25 de Mayo, comprendía la Secretaría Privada del Presidente, el gran salón de recepciones diplomáticas, los Ministerios y Caja Nacional, con su respectiva caja fuerte.

#### Sección privada
Destinada a la residencia del Presidente de la República y su familia, con entrada en la calle Bustillos, ligada con la sección anterior por una comunicación en el piso alto del salón privado del Presidente con su Secretaría Oficial.

#### Sección de seguridad
Destinada a la Guardia Nacional.
Lo que más tipifica el Palacio de Gobierno es su fachada, donde resalta en la parte superior el óvalo central, el Escudo Nacional y la inscripción “LA UNION ES LA FUERZA”; su interior está lujosamente decorado a la usanza de la época.
Severo Fernández Alonso, militante del Partido Conservador, fue elegido Presidente en 1896, su gestión fue prudente, pero tuvo que hacer frente a la Guerra Civil o Federal, que dio como resultado el traslado del Poder Ejecutivo a la ciudad de La Paz. El Presidente huyó a Chile por temor a que lo maten.
A partir de esto este edificio queda a cargo de la Prefectura de Chuquisaca antes de que el país goce de autonomías.

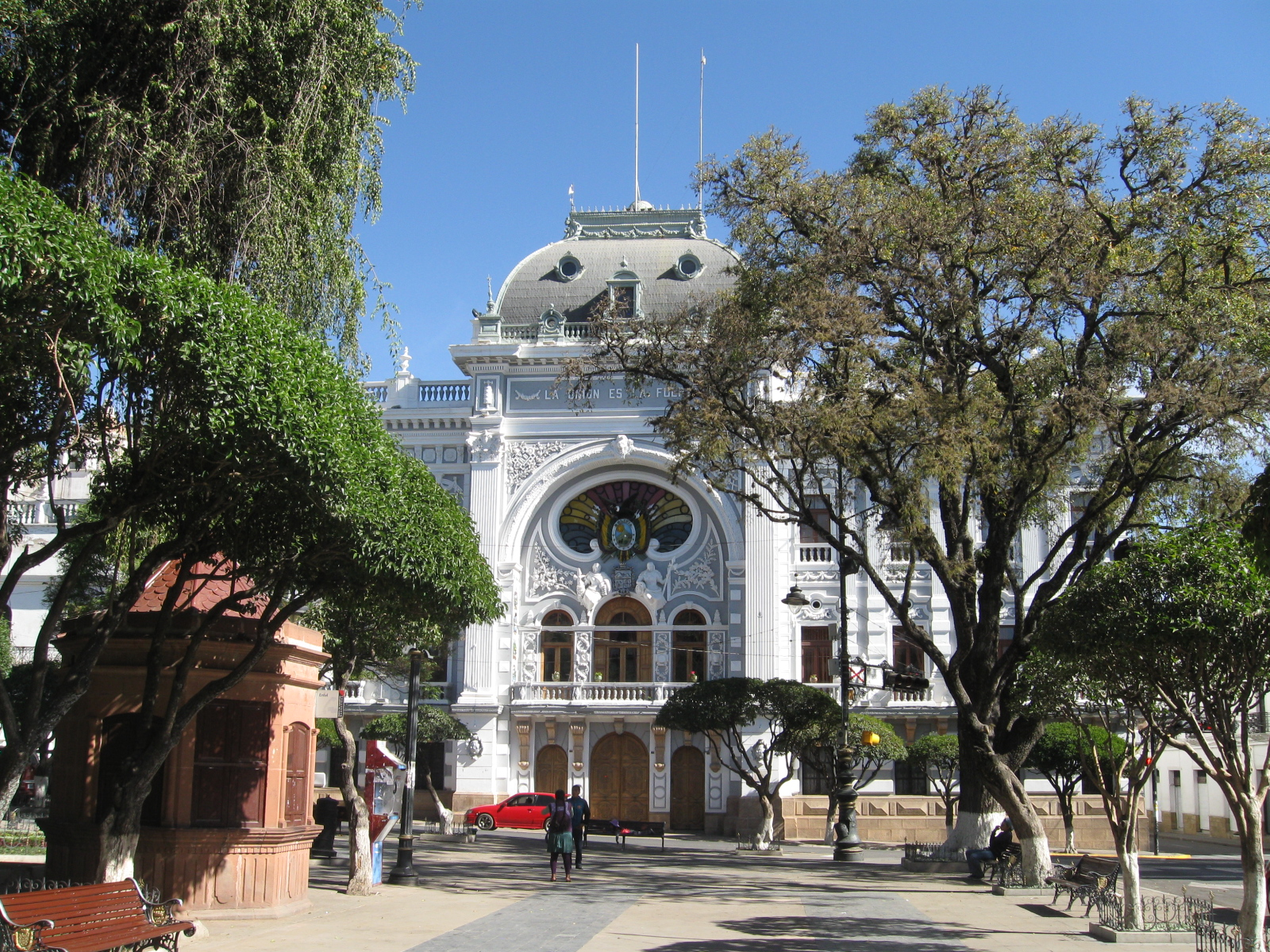
Vista del Palacio desde la Plaza 25 de mayo.

### Palacio de Gobernación
Después de la probación de la nueva Constitución Política del Estado en 2009, y el referéndum aprobatorio de las autonomías, se instituyó el nuevo Gobierno Autónomo Departamental de Chuquisaca, que reemplazó a la antigua Prefectura de Chuquisaca y se eligió democráticamente a un Gobernador, reemplazando al Prefecto.

## Descripción
La fachada principal comprende tres bloques: el central con gran arco de medio punto que cobija un óvulo elíptico, debajo del que se desarrolla una ventana trífora con balcón y está coronado con una típica cúpula metálica de rincón de claustro. Los cuerpos laterales, de cuatro calles tiene columnas pareadas anilladas en el tercio bajo y en medio de ella se abren dos ventanas, una sobre otra.